# Radinowo
Radinowo (bułg. Радиново) – wieś w południowej Bułgarii, w obwodzie Płowdiw, w gminie Marica.